# Ethernet 10 Gigabit

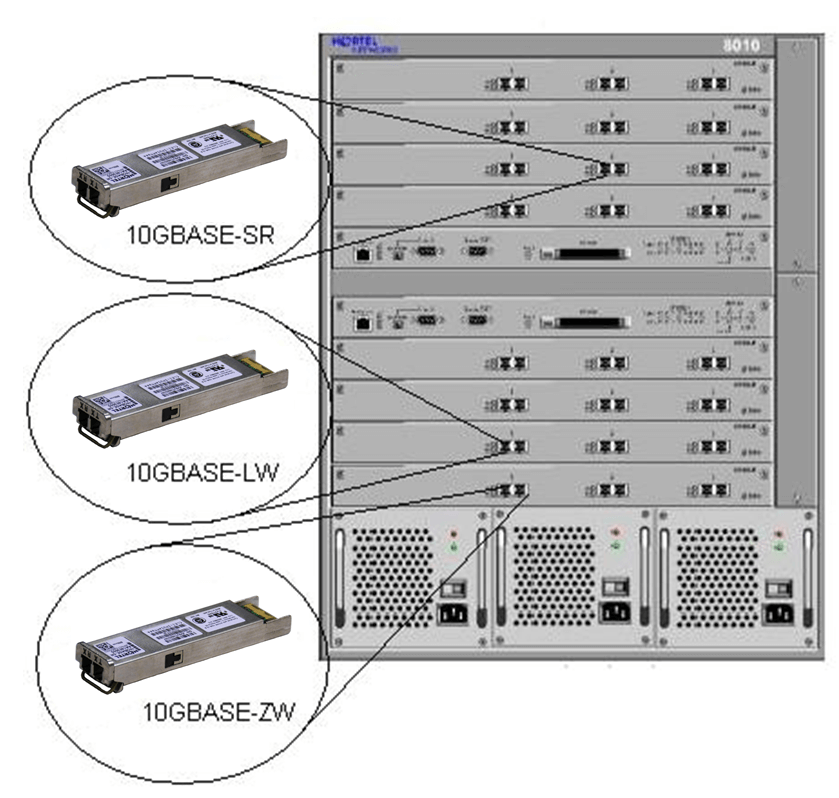
Router 10 portas Gigabit Ethernet e três módulo camada física diferente

O padrão de Ethernet 10 Gigabit ou 10GbE ou 10 GigE
foi publicado primeiramente em 2002 como IEEE Std 802.3ae-2002
. Este define uma versão da
Ethernet com uma taxa de transferência de dados de 10 Gbit/s, dez vezes
mais rápido que a Ethernet Gigabit. Foi superado pelo padrão IEEE 802.3ba-2010 e depois pelos padrões 802.3bg-2011, 802.3bj-2014, e 802.3bm-2015, para redes Ethernet de 40 e 100 Gigabits.
Através dos anos os seguintes padrões 802.3, referentes a 10GbE têm sido
publicados: 802.3ae-2002 (fibra -SR, -LR, -ER e -LX4 PMDs), 802.3ak-2004
(-CX4 cobre twin-ax tipo Infiniband), 802.3an-2006 (10GBASE-T
cobre par trançado), 802.3ap-2007 (cobre backplane - KR a -KX4 PMDs) e
802.3aq-2006 (fibra -LRM PMD com equalização melhorada).
As propostas 802.3ae-2002 e 802.3ak-2004 têm se consolidado como no padrão
IEEE 802.3-2005. A outra propostas será consolidada
no padrão IEEE 802.3-2008 o qual ainda não foi publicado.
A Ethernet 10 Gigabit está sendo implementada rapidamente em LAN's (Local Area Network), MAN's (Metropolitan Area Network) e WAN's (Wide Area Network) devido ao seu grande potencial de transmissão de dados e seu longo alcance sem necessidade de repetidores (na casa de 80 quilômetros utilizando interfaces do tipo 10GBASE-ZR).
A IEEE já lançou os padrões para redes Ethernet de 40 e 100 Gigabits.
É importante lembrar que o aumento da velocidade leva à reduzida duração do tempo de bit. Para se ter uma ideia, em transmissões 10 GbE, a duração de cada bit, ou seja, o tempo de envio entre dois bits consecutivos, é 0,1 nano segundo. Em outras palavras, podemos ter 1.000 bits de dados na GbE, no mesmo intervalo de um só bit na 10 Mbps Ethernet.
A Ethernet 10 Gigabit suporta apenas conexões full duplex
os quais podem ser conectados com switches. Operações 
half duplex e CSMA/CD (carrier sense multiple access
with collision detect) não são suportadas em 10GbE.

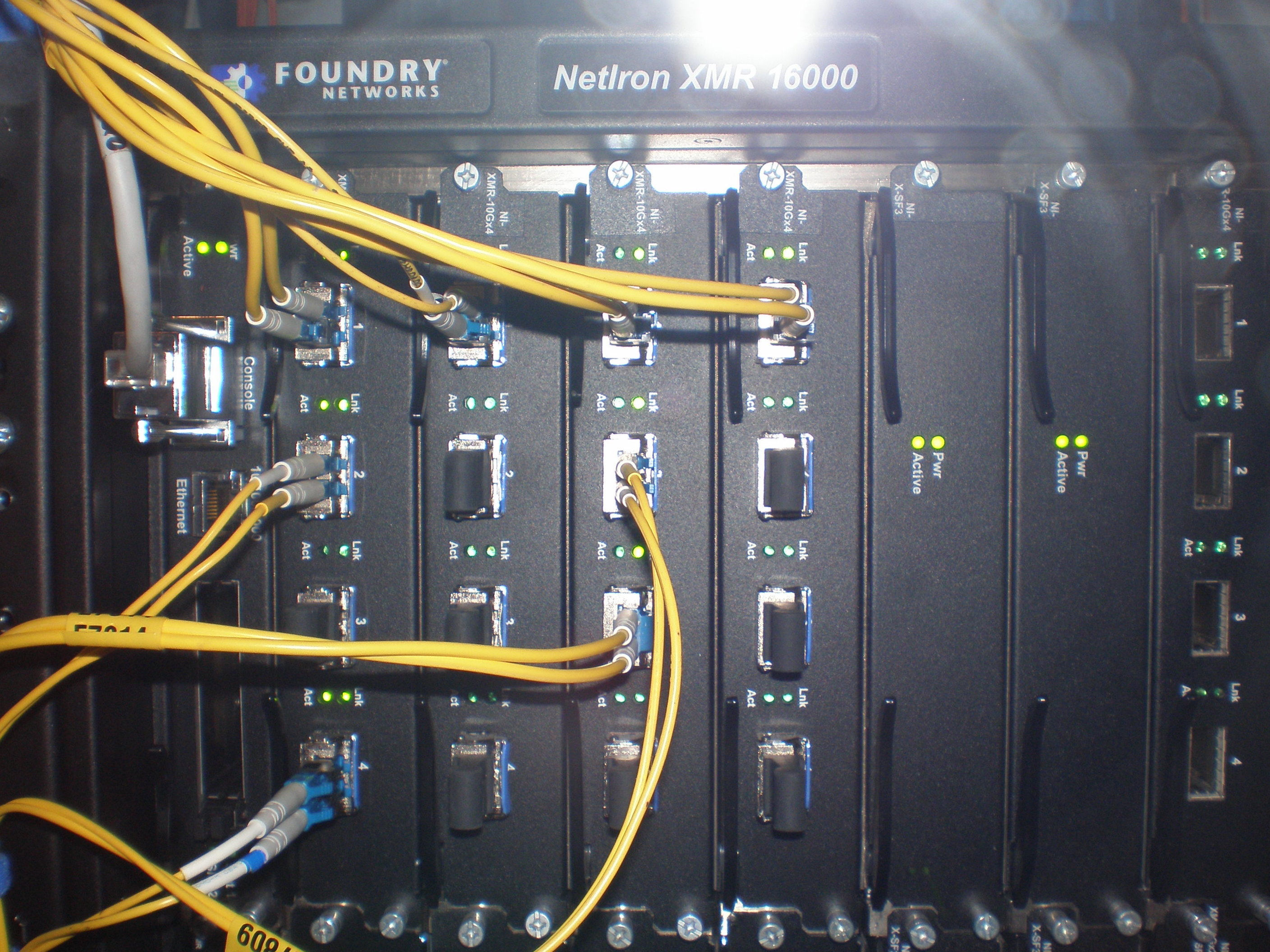
Um roteador com interfaces ópticas de Ethernet 10 Gigabit. Os cabos amarelos são fibras de mono-modo para potenciais longas distâncias.